# Kharbeh
Kharbeh est une commune libanaise située dans le gouvernorat du Mont-Liban et dans le district de Jbeil.